# أمريكا دي كيتو
نادي ديبورتيفو أمريكا ، المعروف باسم أمريكا دي كيتو (بالإسبانية: América de Quito)، هو نادي كرة قدم مقره في كيتو ، الإكوادور . كان ناديًا بارزًا في الإكوادور لعقود من الزمن، وهبط إلى الدرجة الثانية في عام 1988 ثم إلى الدرجة الثالثة. في عام 2018، عاد إلى الدرجة الأولى، لكنه هبط مرة أخرى بعد عام.